# マイケル・カルヴィン・マギー
マイケル・カルヴィン・マギー（Michael Calvin McGee、1943年10月21日 - 2002年10月27日）は、アメリカ合衆国の修辞学理論研究者、著作家、社会評論家。テネシー州ロックウッド (Rockwood, Tennessee) に生まれ、アイオワ州アイオワシティで没した。

## 経歴
父ジョン・ヴェスター (John Vester) と母ドロシー・エロイーズ（ヒックス）・マギー (Dorothy Eloise (Hicks) McGee) の間の息子として生まれた彼は、少年期をテネシー州ノックスビルで過ごした。バトラー大学ではディベートで活躍し、スピーチ専攻でB.A.を取得して卒業した。1967年には、コーネル大学から修辞学でM.A.を取得した。1973年、リダ・ユージニア・トゥウィッティ (Lyda Eugenia Twitty) と結婚した。1974年、ドナルド・C・ブライアント (Donald C. Bryant) に指導された博士論文「Edmund Burke's Beautiful Life: An Exploration of the Relationship between Rhetoric and Social Theory」によって、アイオワ大学からPh.D.を取得した。マギーの教え方は、自由主義に忠実な姿勢に影響されたものであり、それゆえに批判を受けることもあったが、彼は各地の大学から求められた教授であり、アラバマ大学、メンフィス大学、ウィスコンシン大学マディソン校など、アメリカ合衆国各地の大学で教鞭を執った。彼の修辞学についての見解は、物質主義的なものであり、その内容は、あまり知られていない論文「The Practical Identity of Thought and Its Expression」によくまとめられている。1979年には、アイオワ大学に落ち着き、アイオワシティに定住した。

## おもな業績
マギーは、修辞学、カルチュラル・スタディーズの領域で、数多くの貢献をした。主要業績としては、「Rhetoric in Postmodern America」、「The Ideograph: A Link between Rhetoric and Ideology」、「Text, Context, and the Fragmentation of Contemporary Culture」の3本がある。これらの中で最も重要なのは、2番目の「The Ideograph」である。マギーは、修辞学理論家としては最初にイデオグラフ (ideograph) の概念を提案し、「政治的言説の中に用いられている日常的な言葉遣いの用語。特定の、しかし多義的できちんと定義されていない規範的目標への関与を表現する、高度に抽象的な表現 (an ordinary-language term found in political discourse. It is a high order abstraction representing commitment to a particular but equivocal and ill-defined normative goal)」と説明した。彼はまた、自分の周りの世界で起きていることについての批評家でもあった。そうした批評の中でも、最もよく知られているのは、スパイク・リーとナイキの広告との結び付きについての批評である。マギーは、リーの製作する広告が人種的にあまりにステレオタイプ的であるとして、リーに対して、一連の広告の製作を取りやめるよう訴訟を起こしたが、リーはそうした広告を製作し続けた。

## 晩年
マギーは、アメリカ・コミュニケーション学会 (American Communication Association) の創設会員であり、ナショナル・コミュニケーション学会 (National Communication Association) の会員でもあった。晩年の彼は、バーチャル空間における修辞学関係のコミュニティや、オンライン・デュベートにおいて、非常にアクティブであった。マギーは、修辞学研究のためにウェブサイト「(f)ragments」を作り、バーチャル学習コミュニティを立ち上げた。